# Public Works Administration
La Public Works Administration ou PWA (Agence des Travaux publics) était un organe gouvernemental créé en juin 1933 dans le cadre du National Industrial Recovery Act de la politique de New Deal, instituée par le président Roosevelt. Son objectif était de négocier des contrats avec des entreprises privées pour la construction de bâtiments publics. Il était dirigé par le secrétaire à l'Intérieur de l'époque, Harold Ickes. Il débloqua la somme de 3,3 milliards de dollars, destinée à être dépensée dans le cadre de la politique de grands travaux publics. Celle-ci devait permettre de relancer la demande, de fournir des emplois, de stabiliser le pouvoir d'achat et de contribuer à un renouveau de l'industrie américaine.
Parmi les principaux projets construits sous les auspices de la PWA on retrouve le pont Robert F. Kennedy (New York), le tunnel Lincoln qui relie Manhattan au New Jersey, ou encore la Pennsylvania Railroad dans sa section entre New York et Washington.